# Symphonic Terror – Live at Wacken 2017
Symphonic Terror – Live at Wacken 2017 je koncertní DVD německé heavymetalové hudební skupiny Accept. Vydáno bylo23. listopadu 2018 prostřednictvím společnosti Nuclear Blast. Záznam obsahuje dvouhodinový koncert skupiny na festivalu Wacken Open Air 2017. Skupina během něho zahrála své skladby v normálním provedení, poté se představil její kytarista Wolf Hoffmann s písněmi z jeho alba Headbangers Symphony za doprovodu Českého národního symfonického orchestru a vystoupení uzavřeli Accept svými skladbami taktéž za doprovodu orchestru.

## Seznam skladeb
| 1. část – Accept | 1. část – Accept  | 1. část – Accept |
| Pořadí           | Název             | Délka            |
| ---------------- | ----------------- | ---------------- |
| 1.               | Die By The Sword  | 5:32             |
| 2.               | Restless And Wild | 4:31             |
| 3.               | Koolaid           | 5:06             |
| 4.               | Pandemic          | 6:01             |
| 5.               | Final Journey     | 5:18             |

| 2. část – Headbanger’s Symphony | 2. část – Headbanger’s Symphony  | 2. část – Headbanger’s Symphony |
| Pořadí                          | Název                            | Délka                           |
| ------------------------------- | -------------------------------- | ------------------------------- |
| 6.                              | Night on Bald Mountain           | 7:08                            |
| 7.                              | Scherzo                          | 5:28                            |
| 8.                              | Romeo and Juliet                 | 5:47                            |
| 9.                              | Pathétique                       | 5:57                            |
| 10.                             | Double Cello Concerto in G Minor | 3:40                            |
| 11.                             | Symphony No. 40 in G Minor       | 4:39                            |

| 3. část – Accept a orchestr | 3. část – Accept a orchestr | 3. část – Accept a orchestr |
| Pořadí                      | Název                       | Délka                       |
| --------------------------- | --------------------------- | --------------------------- |
| 12.                         | Princess of the Dawn        | 7:37                        |
| 13.                         | Stalingrad                  | 6:22                        |
| 14.                         | Dark Side of My Heart       | 4:41                        |
| 15.                         | Breaker                     | 4:31                        |
| 16.                         | Shadow Soldiers             | 6:00                        |
| 17.                         | Dying Breed                 | 5:45                        |
| 18.                         | Fast As a Shark             | 4:51                        |
| 19.                         | Metal Heart                 | 7:33                        |
| 20.                         | Teutonic Terror             | 5:43                        |
| 21.                         | Balls to the Wall           | 7:56                        |
| Celková délka:              | Celková délka:              | 120:09                      |

## Obsazení
- Mark Tornillo – zpěv
- Wolf Hoffmann – kytara
- Uwe Lulis – kytara
- Peter Baltes – basová kytara
- Christopher Williams – bicí

Další
- Český národní symfonický orchestr